# Matteo Frutti
Matteo Frutti (né le 29 janvier 1975 à Trescore Balneario) est un coureur cycliste italien, professionnel de 1998 à 2004.

## Palmarès

### Palmarès amateur
- 1992
  - 2e du Giro della Lunigiana
- 1993
  - 3e étape du Grand Prix Rüebliland
  - Coppa Valle Grana
- 1994
  - Medaglia d'Oro Città di Monza
  - Trophée Lampre
  - 1re étape du Giro della Valsesia
  - 3e du Giro della Valsesia
  - 3e du Circuito Guazzorese
- 1995
  - Trofeo Torino-Biella
  - Circuito Guazzorese
  - 3e de Montecarlo-Alassio
  - 3e du Gran Premio di Diano Marina
  - 3e du Circuito del Porto-Trofeo Arvedi
- 1997
  - Coppa San Geo
  - Trofeo Taschini
  - 2e et 6e étapes du Tour du Frioul-Vénétie julienne
  - 8e étape du Girobio
  - Memorial Roberto e Santo Bregalanti
  - 2e étape du Tour de la Vallée d'Aoste
  - 2e du Trofeo Franco Balestra
  - 2e du Piccola Sanremo
  - 3e du Trofeo Pietra d'Oro

### Palmarès professionnel
- 2001
  - 3e du Tour Beneden-Maas

## Résultats sur les grands tours

### Tour de France
1 participation
- 2001 : 128e

### Tour d'Italie
1 participation
- 1999 : 95e

### Tour d'Espagne
1 participation
- 2000 : abandon